# Joachim Klaiber

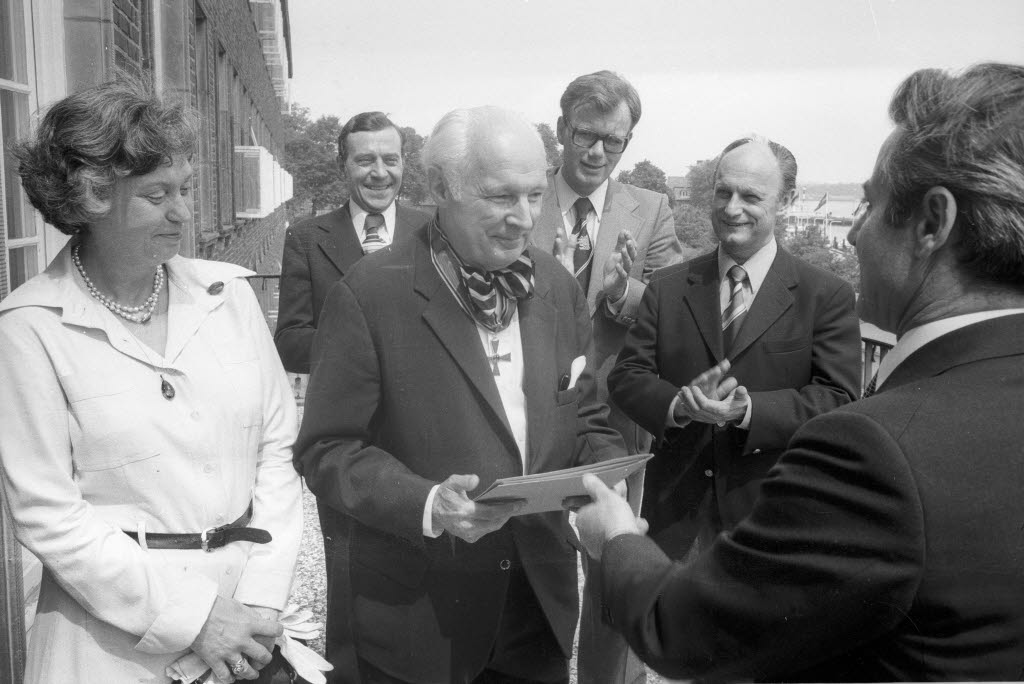
Großes Verdienstkreuz am Bande für Generalintendant Joachim Klaiber

Joachim Klaiber (* 7. März 1908 in Stuttgart; † 23. September 2003 in Kiel) war ein deutscher Intendant.

## Karriere
Klaiber studierte Germanistik, Literaturwissenschaften und Geschichte in Tübingen, München und Berlin. Seit dem Sommersemester 1926 war er Mitglied der Burschenschaft Germania Tübingen.
In langer Ehe war er verheiratet mit der Sängerin und Autorin Carla Henius.
Sein erstes Engagement führte ihn 1932 als Schauspieler, Dramaturg und Regisseur nach Lübeck. Es folgten Stettin, Heilbronn, Essen und viele weitere Stationen. 1941 gestaltete er gemeinsam mit Hans Rosbaud den Aufbau der Straßburger Oper.
Von 1963 bis 1976 wirkte er als Generalintendant der Bühnen der Landeshauptstadt Kiel.
Mit der Sängerin Carla Henius gründete er das erste deutsche Opernstudio.

## Werke
- Die Aktform im Drama und auf dem Theater. Ein Beitrag zur deutschen Theatergeschichte des 19. Jahrh., Elsner, Berlin 1936 (Theater und Drama, Band 6) (Dissertation Universität Freiburg/Br.).